# بردگوری کوفی ۲
بردگوری کوفی ۲ در شهرستان فارسان، روستای کوفی واقع شده و این اثر در تاریخ ۵ خرداد ۱۳۸۰ با شمارهٔ ثبت ۳۸۷۵ به‌عنوان یکی از آثار ملی ایران به ثبت رسیده است.